# Niphoparmena obliquefasciata
Niphoparmena obliquefasciata là một loài bọ cánh cứng trong họ Cerambycidae.